# Жерар, Бальтазар
Бальтаза́р Жера́р (фр. Balthazar Gérard; 1557, Вийяфан — 14 июля 1584, Делфт) — убийца Вильгельма I Оранского.

## Биография
Родился во Франш-Конте, с юности был известен как ревностный до фанатизма католик и горячий поклонник политики испанского короля Филиппа II.
После того как Вильгельм Оранский превратился в практически независимого протестантского правителя Нидерландов, Бальтазар Жерар несколько раз выражал намерение убить этого человека, объявленного Филиппом «бичом христианства и врагом человечества». Для исполнения задуманного им плана, одобренного несколькими монахами и даже Александром Пармским, Бальтазар Жерар вступил, под именем Франца Гюйона, на службу к Вильгельму и начал готовить план убийства. И подготовка убийства, и само убийство окружены многочисленными мифами, которые сейчас уже трудно проверить. Так, готовясь совершить убийство, Жерар якобы нашёл солдата, который продал ему пистоль и пули неправильной формы — чтобы быть уверенным, что рана будет смертельной. Легенда гласит, что позднее этот солдат, узнав, какой цели послужило проданное им оружие, покончил жизнь самоубийством.
В день убийства, 10 июля 1584 года Бальтазар проник в резиденцию Вильгельма в Дельфте, куда его пустили как знакомого домочадцам человека, и улучив момент, спрятался в тёмном углу лестницы, выжидая, пока мимо пройдёт Вильгельм. Поздно вечером Вильгельм действительно проходил мимо и задержался, чтобы попрощаться с Роджером Вильямсом, доверенным офицером. В этот момент Бальтазар сделал выстрел почти в упор и бросился бежать, преследуемый Вильямсом и другими солдатами охраны. Он надеялся добраться до рва, за которым его уже ожидала осёдланная лошадь; но не смог и был схвачен, якобы споткнувшись о мешок с мусором. Когда преследователи в гневе назвали его предателем, он, как считается, ответил: «Я не предатель, я верный слуга моего господина!» — «Какого господина?» — спросили его. — «Его величества короля Испании», — ответил Жерар.

## Казнь
Убийство популярного и любимого голландцами Вильгельма втёршимся в его доверие «папистом» вызвало не только отчаяние, но и взрыв ярости. Суд, состоявшийся над Балтазаром Жераром, решал фактически один вопрос: какой смертью его казнить. Приговор суда, подробно расписавшего, как должен умереть Жерар, был крайне жестоким, даже по меркам того времени, и шокировал многих. Казнь (четвертование) должны были предварять утончённые и тщательно расписанные пытки, чтобы не только причинить осуждённому жесточайшую боль, но и унизить его. Так, начиналась затяжная казнь с того, что он был жестоко избит кнутом на дыбе, после чего привязан к столу, его раны политы мёдом и рядом был поставлен козёл — в расчёте на то, что «нечистое» животное будет слизывать мёд с ран своим шершавым языком. После этого его обули в тесные сапоги, которые затем нагрели на огне, в результате чего они сжались и сломали ему кости. Затем его одели в пропитанную спиртом одежду и подожгли. В промежутках между пытками его держали скованным в шар, чтобы лишить его сна и отдыха. Подобные издевательства и пытки продолжались три дня, после чего он был наконец казнён. Сам Жерар и во время суда, и во время пыток проявил редкое мужество и силу воли — он не выказал страха, не просил о смягчении приговора, но уподоблял себя Давиду, убившему Голиафа.

## Память

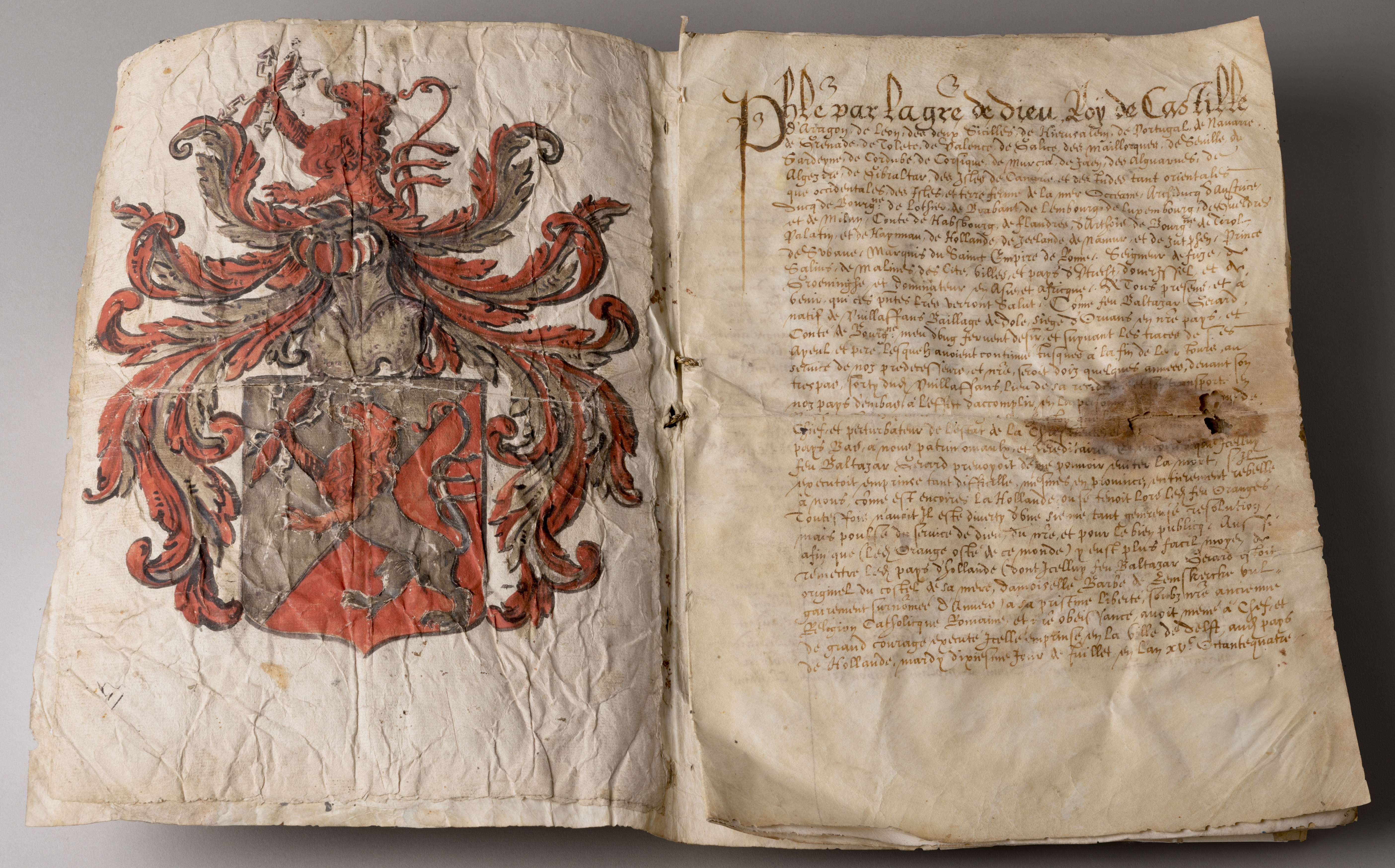
Письмо Филиппа II родным Бальтазара Жерара с перечислением наград, 1590 год.

Филипп II возвёл его родных в дворянское достоинство и пожаловал им три имения во Франш-Конте. Имя Бальтазара Жерара до сих пор носит улица в его родном городке Виллафанс (департамент Ду).